# 武内文平
武内 文平（たけうち ぶんぺい、1921年11月15日 - ）は、日本の俳優。本名同じ。別名義:五藤 雅博（ごとう まさひろ）。
岡山県備前町出身 。日本大学芸術科卒業。

## 人物
日本統治時代の朝鮮の全羅南道光陽郡で生まれる。大学卒業後、1947年、劇団文化座の創立に参加。その後は、劇団創造座を経て、劇団七曜会に入団、1957年に退団した後はグループ・てえぶらに所属し、活動の中心をラジオに移す。その後、富士放送プロ、つくしグループ創立参加。風の会、エヌ・エー・シー、楡プロダクション、サン・プロモーションに所属していた。北海道深川市在住。

## 出演作品

### テレビドラマ

#### NHK
- 夜の音楽（1952年）
- テレビよいものわるいもの（1952年）
- 青春はあなたのもの（1953年） - 風間
- 子供の時間 / アリババと四十人の盗賊（1953年） - 靴直しの爺
- とんち六助（1954年）
- ドラマ（1954年）
  - 人間にされた狐
  - 夢買い大儘
  - たかなる熱球
- 連続ドラマ / レ・ミゼラブル（1954年） - 憲兵
- ここに人あり 第16回「霧の岬」（1957年）
- 刑事物語（1957年）
- バス通り裏（1958年 - 1963年）
- テレビ劇場 / 相手のない対話（1960年）
- あすをつげる鐘 / 船出だ広い世界へ マーク・トゥエイン（1961年）
- 文芸劇場 / この道の果てに（1962年）
- 事件記者
  - 第259話「ざんげ」（1963年）
  - 第274話「白い決め手」（1963年）
  - 第358話「非常線」（1965年）
- テレビ指定席
  - こどもの季節（1964年）
  - 男性諸君!（1965年）
- 風雪（1965年）
  - 第64話「漱石山房」 - 鈴木三重吉
  - 第68話「平民宰相 原敬」
- 破れ太鼓（1965年）
- 大岡政談 池田大助捕物帳 第17話（1966年）
- 大河ドラマ
  - 三姉妹（1967年） - 医師
  - 竜馬がゆく 第17話（1968年） - 美以の父
  - 獅子の時代（1980年） - 宿の主人
  - おんな太閤記（1981年） 第39回『弟、秀長の死』- 医者
  - 峠の群像（1982年） - 小山屋の番頭
  - 山河燃ゆ（1984年） - 広田弘毅
  - 春の波涛（1985年） - 町田宗七
- NHK劇場
  - 争点（1967年）
  - スポーツカーと樫の木（1967年）
  - この傷につけるクスリ（1967年）
  - とんころの歌（1968年）
- アイウエオ 第27話（1968年）
- 海から来た平太（1968年）
- 天下御免（1971年 - 1972年）
- NHK特集 / 明治の群像 海に火輪を（1976年）
  - 第1話「大久保利通 ～西南戦争～」 - 山吉盛典
  - 第4話「鹿鳴館 ～条約改正～（前編）」、第5話「鹿鳴館 ～条約改正～（後編）」 - 鈴木恭太夫
  - 第8話「星亨」
- 土曜ドラマ
  - 松本清張シリーズ たずね人（1977年）- 住吉
  - 空白の900分-国鉄総裁怪死事件-（前編、後編）（1980年）
  - 白夜（1984年）
- 宴のあと（1978年）
- 水曜時代劇
  - 御宿かわせみ 第1シリーズ 第5話「江戸の子守唄」（1980年）
  - 立花登 青春手控え 第19話「哀しみの罠」（1982年）
- ドラマスペシャル / ザ・商社（1980年）
- マリコ（1981年）
- 連続テレビ小説
  - 本日も晴天なり（1981年） - 桑原
  - ノンちゃんの夢（1988年）
- 雄気堂々 若き日の渋沢栄一（1982年）
- 勇者は語らず いま、日米自動車戦争は 第2話「きょう、オハイオの大地に立つ」、第4話「あした、生きるために」（1983年） - 須田工場長
- 日本の面影 第2話（1984年）
- 脱兎のごとく 岡倉天心（1985年）

#### NTV
- 人形師忠吉（1954年）
- ダイヤル110番
  - 第103話「職務質問」（1959年）
  - 第184話「夜の顔」（1961年）
- 女が見ていた（1960年）
- 武田ロマン劇場 / 裲襠 前編、後編（1962年） - 良吉
- テレビ映画 / 対決（1963年）
- 剣 第6話「鰯の頭」（1967年）
- 火曜日の女シリーズ / クラスメート -高校生ブルース- 第2話（1971年）
- パパと呼ばないで 第29話「赤ちゃん生んじゃう!」（1973年） - 戸田刑事
- マドモアゼル通り 第23話「新しいライバル」（1973年、YTV）
- 流星人間ゾーン 第18話「指令『日本列島爆破せよ』」、第19話「命令『Kスイ星で地球をこわせ』 」（1973年） - 丹沢博士
- 太陽にほえろ!
  - 第98話「手錠」（1974年） - 中光商事社長
  - 第108話「地獄の中の愛」（1974年） - 津森泰造
  - 第175話「偶像」（1975年） - 石丸外科院長
  - 第204話「厭な奴」（1976年） - 英吉
  - 第242話「すれ違った女」（1977年） - 矢追信用金庫警備員
  - 第268話「偶然」（1977年） - 荒井（ビル清掃員）
  - 第294話「逮捕」（1978年） - 青島印刷社長
  - 第334話「窓」（1978年） - 緒方
  - 第406話「島刑事よ、さようなら」（1980年） - 浅見社長
  - 第442話「引金に指はかけない」（1981年） - 尾澤医院院長
  - 第458話「おやじの海」（1981年） - 神奈川県警刑事
  - 第497話「ゴリさんが拳銃を撃てなくなった!」（1982年） - 矢追警察病院医師
  - 第522話「ドックとボギー」（1982年） - 松井の父親
  - 第541話「からくり」（1983年） - 大東警備保障警備員
  - 第708話「撃て! 愛を」（1986年） - 竹内
- 伝七捕物帳 第51話「兄いずこ涙の辻占」（1974年） - 銀平
- 野わけ（1975年、YTV）
- 気まぐれ天使 第24話「虹をわたったカモさんは…」（1977年） - 先生
- 新五捕物帳
  - 第25話「闇の顔をあばけ」（1978年）
  - 第36話「黒いかわら版」（1978年）
  - 第96話「おりん供養」（1980年）
  - 第173話「真情の旅路」（1982年）
- 火曜サスペンス劇場
  - 松本清張の脊梁（1982年）
  - 女監察医・室生亜季子 第1作「歩き出した白骨死体」（1986年） - 清水良造
  - 六月の花嫁シリーズ 「花嫁は眠れない」（1987年）
  - 森村誠一の密閉島（1988年）
  - 浅見光彦ミステリー 第6作「唐津佐用姫伝説殺人事件」（1989年） - 旅館の番頭
- 右門捕物帖 第7話「正月にやって来た可愛い女」（1983年）
- 長七郎江戸日記 第1シリーズ
  - 第26話「右平次が打首になる日」（1984年） - 村川玄蔵
  - 第39話「旗本愚連隊」（1984年） - 榊与右衛門
  - 第71話「十手にかけた青春」（1985年） - 湊屋
  - 第105話「風の噂の風小僧」（1986年） - 楽兵衛
- 銭形平次 第31話「死神のあまい香り」（1987年）

#### TBS
- 人命（1957年）
- 花王ファミリー劇場 / 純愛シリーズ 第100話「お見合いする恋人たち」（1963年） - 省三
- 小さな目（1964年 - 1965年、ABC）
- 土曜日の虎 第10話（1966年）
- ああ! 夫婦 第2シリーズ 第1話「女房 女房 女房」（1966年）
- 渥美清の泣いてたまるか 第49話「先生推理する」（1967年）
- 木下恵介・人間の歌シリーズ / 俄 浪華遊侠伝 第3話（1970年） - 庄屋
- 天皇の世紀 第一部 第4話「地熱」（1971年） - 堀田正睦
- ウルトラマンA 第46話「タイムマシンを乗り越えろ!」（1973年） - 春木博士
- 花王 愛の劇場
  - 放浪記（1974年） - 林喜三郎
  - 絶唱（1976年）
  - 微笑（1978年）
  - 体の中を風が吹く（1979年）
  - 下町の空（1981年）
  - 夫婦（1982年）
  - 赤い関係（1982年）
- テレビスター劇場 / 放浪家族（1975年）
- 人間の証明（1978年、MBS） - 幼稚舎事務長
- 森村誠一シリーズII / 青春の証明（1978年、MBS）
- 噂の刑事トミーとマツ（1979年）
  - 第1シリーズ
    - 第7話「あぁ煙突のてっぺんで」（1979年）
    - 第46話「トミマツ卒倒! 新課長、死のドライブ」（1980年）

  - 第2シリーズ 第38話「マツが妊娠? 課長突然の恐怖」（1982年） - 谷村
- 仮面ライダー (スカイライダー) 第29話「初公開! 強化スカイライダーの必殺技」（1980年、MBS） - 館長
- 絶唱（1981年）
- 秘密のデカちゃん（1981年）
  - 第17話「キャッ! チュウまでしたのに別の人?」- 警備員
  - 第26話「秘密がバレて朝日署ぶっとぶ?!」 - ドレスショップ店長
- 水曜劇場 / 茜さんのお弁当 第11話「ヨ・ロ・シ・ク!」（1981年）
- 刑事ヨロシク 第3話「男はくらいよ」（1982年） - 校長
- ザ・サスペンス / 刑事ガモさんシリーズ（1982年）
  - 第1作「女子大生危険な帰り道」
  - 第2作「さらば愛しきテニス妻よ」
- 大岡越前 第7部 第21話「母は天下の御意見番」（1983年） - 由兵衛
- 赤い秘密（1985年） - 工場の男
- スクール☆ウォーズ 第26話「花園よ永遠なれ」（1985年） - 海老名健三
- 妻そして女シリーズ / 母はおしかけ同居人（1986年）

#### CX
- これが真実だ（1960年）
  - 第21話「板垣死すとも自由は死せず」
  - 第23話「紀伊国屋文左衛門」
  - 第24話「懲罰召集 一新聞記者の場合」
  - 第27話「問答無用 5.15事件」
  - 第32話「議員逮捕 中野正剛逮捕事件」
  - 第40話「スパイ・ゾルゲ」
  - 第47話「最後の切支丹 浦上受難記」
- 東レ サンデーステージ / 会わぬ人（1961年）
- 三匹の侍
  - 第3シリーズ 第20話「狂った剣」（1966年）
  - 第5シリーズ 第15話「どぶねずみ」（1968年）
- 若者たち 第3話「苦い魚」（1966年）
- 銭形平次 第220話「螢火の女」（1970年） - 伍平
- 旗本退屈男 第22話（1971年）
- ミラーマン 第14話「キングザイガーを倒せ!」（1972年） - 医師
- 二人の素浪人 第10話「殺し屋には死の報酬」（1972年） - 三郎兵衛
- 泣くな青春 第12話「十八才の確認」（1972年）
- 剣客商売 第2話「女武芸者」（1973年）
- 土曜劇場 / 6羽のかもめ（1974年 - 1975年）
- 江戸の旋風シリーズ
  - 同心部屋御用帳 江戸の旋風II 第6話「父ちゃんの土産」（1976年）
  - 同心部屋御用帳 江戸の旋風III 第9話「母の償い」（1977年）
  - 同心部屋御用帳 新・江戸の旋風 第23話「源兵衛長屋に鶴が来た」（1980年）
- 江戸の激斗 第16話「雪の名なし橋」（1979年）
- 駆け込みビル7号室 第10話「純白のウェディングドレスが泣いている」（1979年）
- 騎馬奉行 第1話「憎い男の初仕事」（1979年）
- 大捜査線→大捜査線シリーズ 追跡（1980年）
  - 第11話「入社式」
  - 第37話「朝日のあたる家」
- 土曜ナナハン学園危機一髪 「シラケ帝国応答アリ…」（1980年）
- 江戸の朝焼け 第12話「愛すればこそ」（1980年）
- 闇を斬れ 第2話「春風に泣いた血汐花」（1981年、KTV）
- 同心暁蘭之介
  - 第1話「同心の泣いた日」（1981年）
  - 第31話「殺人鬼に罠をかけろ」（1982年）
- 金曜劇場 / 北の国から 第16話「転校」（1982年）
- 暁に斬る! 第16話「非情の町のこぼれ花」（1983年）
- 暴れ九庵 第23話「契り」（1985年）
- アリエスの乙女たち 第9話「愛なき妊娠」（1987年）
- 現代恐怖サスペンス / 消えた死体（1987年）

#### NET→ANB
- 妻の日記 第4話「金魚」（1959年）
- ポーラ名作劇場 / 望郷の合唱（1963年）
- 鉄道公安36号
  - 第12話「ある対決」（1963年）
  - 第23話「D51の男」（1963年）
  - 第41話「小さな旅行者」（1964年）
  - 第82話「出発進行」（1965年）
  - 第97話「信号は青だ」（1965年）
  - 第100話「地底の詩」（1965年）
  - 第110話「誘惑」（1965年）
  - 第113話「灰色のレール」（1965年）
  - 第147話「ある暴走」（1966年）
  - 第155話「独身終列車」（1966年）
- 孤独の賭け（1963年 - 1964年）
- ある勇気の記録 第25話「暴力街の女たち」（1967年）
- あゝ同期の桜 第22話「征きて咲け桜花」（1967年）
- 用心棒シリーズ 俺は用心棒 第26話（1969年）
- 素浪人 花山大吉 第42話「大めし喰らって弱かった」（1969年）
- 天を斬る 第14話「暗殺者の指示」（1970年）
- 人形佐七捕物帳 第15話「血染めの似顔絵」（1971年） - 宮川采女
- 遠山の金さん捕物帳
  - 第59話「次郎長を振った女」（1971年） - 山上宗悦
  - 第98話「奉行を子分にした男」（1972年） - 与兵衛
  - 第126話「身を投げ出して来た女」（1972年） - 近江屋
  - 第158話「見捨てられなかった男」（1973年） - 大和屋徳兵衛
- 半七捕物帳 第3話（1971年）
- 世なおし奉行 第7話「浪人を追え」（1972年）
- 特別機動捜査隊
  - 第572話「二十七年目の女」（1972年） - 医師
  - 第711話「ある幻想の女」（1975年） - 大友
  - 第733話「銭湯ブルース」（1975年） - 太田黒
  - 第750話「家出の季節」（1976年） - 仁の父親
- 素浪人 天下太平 第9話「山の彼方の悪を討つ」（1973年） - 松崎屋儀助
- 幡随院長兵衛お待ちなせえ 第6話「父娘を結ぶ琴の糸」（1974年）
- 右門捕物帖 第13話「左刺しのヒ首」（1974年）
- ご存知遠山の金さん 第41話「折鶴は知っている」（1974年）
- ご存じ金さん捕物帳 第3話「あらくれ一代」（1974年） - 宗之助
- 鬼平犯科帳 第10話「人情同心」（1975年）
- テレビスター劇場 / 華麗なる一族（1974年 - 1975年） - 岸田六郎
- がんばれ!!ロボコン 第54話「キタリコン! ロボコン北海道へ行く!」、第55話「フギョモゲラ! D51は空を飛ぶ」（1975年） - 村田秀一
- 非情のライセンス 第2シリーズ（1976年）
  - 第69話「兇悪の妻の座」 - 社長
  - 第100話「兇悪の憧憬」 - 管理人
- 遠山の金さん 第1シリーズ
  - 第19話「渡る世間の鬼を斬れ!!」（1976年）
  - 第66話「危険も二倍の賭けで死ね!」（1977年） - 叶屋番頭 儀兵衛
- ザ・カゲスター 第23話「怪人カニガブラー 首狩り作戦!」（1976年） - 陶工
- 破れ傘刀舟悪人狩り 第121話「唐絹は死の匂い」（1977年）
- 特捜最前線
  - 第16話「悲曲・断崖の女」（1977年）
  - 第145話「凶器が歩く街!」（1980年）
  - 第154話「オルフェの歌った演歌!」（1980年）
  - 第189話「犯罪紳士録に載っている男!」（1980年）
  - 第242話「張込み・鍵穴の向うの女!」（1982年）
  - 第258話「ヨコハマストーリー!」（1982年）
  - 第271話「雨の夜の殺人風景!」（1982年）
  - 第283話「或る疑惑!」（1982年）
  - 第291話「わらの女 哀愁の能登半島!」（1982年）
  - 第298話「カナリアを飼う悪徳刑事!」（1983年）
  - 第311話「パパの名は吉野竜次!」（1983年）
  - 第328話「カラスと呼ばれた女!」（1983年）
  - 第352話「レイプ・紅い靴の女!」（1984年）
  - 第383話「崩壊家族のラストタンゴ!」（1984年）
  - 第395話「雨の中に消えた女!」（1984年）
  - 第414話「喫茶店ジャック 25時の謎!」（1985年）
  - 第449話「挑戦・炎の殺人トリック!」（1986年）
  - 第461話「不純異性交遊殺人事件!」（1986年）
  - 第475話「単身赴任誘拐事件・窓際族の身代金!」（1986年）
- 人形佐七捕物帳 第20話「悪を走らせた純愛」（1977年） - 惚兵衛
- 5年3組魔法組（1977年） - 老医
  - 第26話「ボク、ぼくは学校新聞の名編集長!」
  - 第35話「ステキー鬼姫先生」
- 若さま侍捕物帳 第16話「参上!! 幻の用心棒」（1978年） - 医者
- 燃えろアタック 第18話「母にとどけ八丈太鼓」、第19話「波と石とバレーボール」（1979年） - 岡島
- 鉄道公安官（1979年 - 1980年）
- 江戸の牙 第25話「瓦版 醜聞を追え!」（1980年）
- 長七郎天下ご免! 第18話「大江戸一の与太役人」（1980年） - 糸井川藤吉
- ザ・ハングマン（ABC） - 砂川孫八
  - 第1話「七つの黒バラ」（1980年）
  - 第10話「横領結婚」（1981年）
  - 第28話「強盗を飼う警部」（1981年）
- ドラマ・人間 第3話「イエスの方舟事件」（1981年）
- 文吾捕物帳 第18話「ここほれ子猫」（1982年）
- 女捜査官（1982年）
- 大戦隊ゴーグルファイブ 第37話「謎の爆撃機を撃て」（1982年） - 井上加平
- 土曜ワイド劇場
  - 寒流（1983年） - 東和銀行株主総会議長
  - 混浴露天風呂連続殺人 第2作「にせ夫婦東北ツアー 運ばれた全裸死体」（1983年）
  - 女弁護士 朝吹里矢子 第8作「夫の愛人を二度殺した人妻」（1985年）
  - 京都大原女の謎（1988年）
- 月曜ワイド劇場
  - 契約母子（1984年）
  - 再婚妻と非行少年（1985年）
- 私鉄沿線97分署 第26話「夢!? ヒロシが飛んで行く!」（1985年）

#### 12ch→TX
- テレビ映画 / 三人三羽（1964年）
- 大江戸捜査網
  - 第84話「幸福を拾った娘」（1972年） - 渡海屋
  - 第102話「般若を背負った女」（1973年） - 美濃屋
  - 第151話「死を呼んだ花火地獄」（1974年） - 栗林主馬
  - 第321話「初春 雪どけを待つ女」（1978年）
  - 第448話「悲恋 女隠密 怒りの叫び」（1980年）
  - 第452話「女の涙か 夏の嵐」（1980年）
  - 第488話「地獄からもどった用心棒」（1981年）
  - 第501話「かまいたちの毒牙」（1981年） - 大黒屋
  - 第521話「にせ小判一万両」（1981年）
  - 第637話「狙撃! 姉様人形は血の匂い」（1984年） - 佐助
- 快傑ズバット 第12話「死刑執行10秒前」（1977年） - 山本良介
- 恐竜戦隊コセイドン 第37話「時空間シンジケート 黒いココナツ」（1979年） - 第三細菌研究所所長
- 12時間超ワイドドラマ / 海にかける虹〜山本五十六と日本海軍（1983年） - 藤原重太郎
- 隠密・奥の細道 第24話「芭蕉は隠密支配か?」（1989年）

### 映画
- 僕らの母さん（1959年、東宝） - 竹内先生
- 人間の壁（1959年、新東宝） - 大久保先生
- 独立美人隊（1963年、松竹） - 五十嵐泰造
- 告訴せず（1975年、東宝） - 山脇盛太郎
- 金環蝕（1975年、東宝） - 電源開発　中村理事
- 天保水滸伝 大原幽学（1976年、大映） - 椎名旋蔵
- 翼は心につけて（1978年、共同映画） - 中学校校長
- あゝ野麦峠 新緑篇（1982年、東宝） - 林義人
- 時計 Adieu l'Hiver（1986年、日本ヘラルド） - 戸沢敏夫
- マルサの女2（1988年、東宝） - マンションの管理人

### 舞台
- 地球は円い（1957年、劇団七曜会） - サヴォナローフ[10]

### 吹き替え
- 地底探検 - オリヴァー・S・リンデンブロック教授（ジェームズ・メイソン） ※NETテレビ版
- スパイ大作戦 第1シーズン 第19話「ダイヤモンド作戦」 - ハンス・ヴァン・ミル(ハリー・デーヴィス）
- 逃亡者　第4シーズン　第21話「令嬢失踪」- アンディ・ニューマーク(マーティン・バルサム)